# 1148

## Събития
- Анна Комнина завършва своя исторически труд „Алексиада“.
- юли месец – кръстоносци от Втория кръстоносен поход нападат и обсаждат Дамаск начело с френския крал Луи VII.